# Zamarovské jamy
Zamarovské jamy jsou přírodní rezervace v katastrálním území obce Zamarovce a trenčínském katastrálním území Kubrá v okrese Trenčín v Trenčínském kraji na Slovensku. Území bylo vyhlášeno v roce 1984 a jeho rozloha je 6,49 hektaru. Předmětem ochrany je flora a fauna drobných vodních nádrží, které jsou pozůstatkem jam po těžbě štěrku. Lokalita je významným biotopem mokřadního a vodního ptactva.